# Semenivka, Horodenka
Semenivka (în ucraineană Семенівка) este un sat în comuna Rakoveț din raionul Horodenka, regiunea Ivano-Frankivsk, Ucraina.

## Demografie
Componența lingvistică a localității Semenivka
     Ucraineană (100%)
Conform recensământului din 2001, toată populația localității Semenivka era vorbitoare de ucraineană (100%).